# 西安堡堡址
西安堡堡址位于中华人民共和国山西省怀仁市海北头乡西安堡村，2011年3月21日登录为第一批朔州市文物保护单位。1988年9月29日列入为怀仁县文物保护单位时的登录名为西安堡村堡。
怀仁当地有传说“先有西安堡，后有怀仁城”，有史籍认为西安堡可能是怀仁县的旧治或李克用与耶律阿保机相会的“东城”。比较可靠记载称，西安堡为明代天顺八年（公元1464年）所建，万历三十一年（公元1603年）包砖，为大同镇的城堡之一。清顺治五年（公元1648年），镇守大同府的姜瓖叛清归顺南明，清军击败姜瓖部，阿濟格命令在大同屠城。大同府治所遂由大同城迁至西安堡，直至顺治九年（公元1652年）才迁回原处。
西安堡南北长230米，东西宽200米，南北两侧各有一堡门。旧时城墙上、城堡内都有很多庙宇，现已不存。堡墙的包砖也已在1946年、1958-1960年的几次破坏中被拆除殆尽，多被居民用来盖房。
第4届东京银座影展最佳影片、第28届香港国际电影节“亚洲数码录像竞赛”金奖、宁浩执导的《香火》主要在西安堡内拍摄。